# Laurence Anyways
Laurence Anyways es una película dramática canadiense del 2012 escrita y dirigida por Xavier Dolan. La cinta compitió en la sección Un Certain Regard en la 65ª edición del Festival de Cannes. Con este filme, Dolan abandona sus antiguos referentes: Jean-Luc Godard y Wong Kar-wai y su estética toma un nuevo rumbo: el glam almodovariano.[cita requerida]
El estilo visual de Laurence Anyways ha sido comparado con la tardía carrera de Stanley Kubrick en su contraste entre el naturalismo y una manera de rodar muy influenciada por el género documental.[cita requerida]
En el Festival Internacional de Cine de Toronto de 2012, la película ganó el premio para la Mejor Película Canadiense. La película también recibió nominaciones en la primera edición de los Canadian Screen Awards.

## Argumento
La historia de un amor imposible entre una chica llamada Frederique (Aunque en la película se abrevia por "Fred") y una persona transgénero llamada Laurence que revela su deseo de convertirse en su verdadera persona: una mujer. Ambientada en el final de los 80 y finales de los 90, la historia se extiende durante una década, contando el condenado amor entre Fred y Laurence, así como los problemas que afrontan.
La historia empieza introduciendo a Laurence, un treintañero, que es novelista y profesor de literatura en Montreal. Laurence quiere mucho a su novia, la apasionada Fred. El día de su cumpleaños, Laurence revela a Fred su mayor secreto: ha sentido durante toda su vida que había tenido que comportarse como un hombre aún sin serlo y que había estado viviendo una mentira durante muchos años. Ahora Laurence quiere rectificar su situación y comenzar desde cero como mujer. Fred acusa Laurence de ser gay y se lo toma muy mal. Se separan durante un tiempo muy corto, pues Fred llega a la conclusión, a pesar de la oposición de su madre y hermana, de que debe estar al lado de Laurence. Vuelven juntos y Fred se convierte en el principal apoyo de Laurence. Le enseña a maquillarse y le compra una peluca. Le dice a Laurence que se vista como ella quiera y en ropa de mujer. Un día Laurence se atreve a ir al trabajo vestido de mujer. Todo parece aparentemente bien hasta que le despiden de su puesto de trabajo por la recepción negativa de su transformación. Fred cae en un estado de depresión y finalmente deja a Laurence y se marcha de casa. En ese entonces cuando conoce a Albert, con el que se casa y tiene un hijo llamado Leo.
Cinco años después y Laurence, quien está viviendo con su pareja, una chica llamada Charlotte, sigue profundamente enamorada de Fred. Después de publicar su libro de poemas, le envía una copia a Fred, quien descifra el código que hay en uno de los poemas dirigido a ella. Contacta con Laurence, y las dos se encuentran y marchan a la Isla de los negros. No obstante, la escapada romántica se vuelve amarga y los dos discuten. Después se separan y no se hablan durante años.
Durante una entrevista sobre su biografía, la entrevistadora pregunta a Laurence sobre Fred, después de haber escuchado su historia. Admite que había recolectado encuentros con Fred recientemente, quien estaba divorciada otra vez, no obstante su quedada no fue demasiado bien. Le dice a la entrevistadora que quiere envejecer como una mujer.
La última escena muestra las circunstancias en que Fred y Laurence se conocieron por primera vez, en un set de rodaje, cuando Laurence es retada a hablar a Fred. Las últimas palabras de la película son una mención al título de ésta "C´est Laurence Anyways" ("Es laurence, de cualquier forma") Lo que quiere simbolizar que, siendo hombre o mujer, lo que ella es en esencia, en espíritu, no cambia.

## Reparto
- Melvil Poupaud como Laurence Alia, protagonista de la historia.
- Suzanne Clément como Frederique Belair (Fred) Prometida de Laurence.
- Nathalie Baye como Julienne Alia, madre de Laurence.
- Monia Chokri como Stéfie Belair Hermana de Fred.
- Susie Almgren como Journalist.
- Yves Jacques como Michel Lafortune.
- Sophie Faucher como Andrée Belair Madre de Fred.
- Anne-Élisabeth Bossé como Mélanie.
- Magalie Lépine-Blondeau como Charlotte, novia de Laurence.
- David Savard como Albert.
- Catherine Bégin como Mama Rose.
- Emmanuel Schwartz como Baby Rose.
- Jacques Lavallée como Dada Rose.
- Perette Souplex como Tatie Rose.
- Patricia Tulasne como Shookie Rose.